# LUC7L3
LUC7L3 (англ. LUC7 like 3 pre-mRNA splicing factor) – білок, який кодується однойменним геном, розташованим у людей на короткому плечі 17-ї хромосоми. Довжина поліпептидного ланцюга білка становить 432 амінокислот, а молекулярна маса — 51 466.
| 10         |  | 20         |  | 30         |  | 40         |  | 50         |
| ---------- |  | ---------- |  | ---------- |  | ---------- |  | ---------- |
| MISAAQLLDE |  | LMGRDRNLAP |  | DEKRSNVRWD |  | HESVCKYYLC |  | GFCPAELFTN |
| TRSDLGPCEK |  | IHDENLRKQY |  | EKSSRFMKVG |  | YERDFLRYLQ |  | SLLAEVERRI |
| RRGHARLALS |  | QNQQSSGAAG |  | PTGKNEEKIQ |  | VLTDKIDVLL |  | QQIEELGSEG |
| KVEEAQGMMK |  | LVEQLKEERE |  | LLRSTTSTIE |  | SFAAQEKQME |  | VCEVCGAFLI |
| VGDAQSRVDD |  | HLMGKQHMGY |  | AKIKATVEEL |  | KEKLRKRTEE |  | PDRDERLKKE |
| KQEREEREKE |  | REREREERER |  | KRRREEEERE |  | KERARDRERR |  | KRSRSRSRHS |
| SRTSDRRCSR |  | SRDHKRSRSR |  | ERRRSRSRDR |  | RRSRSHDRSE |  | RKHRSRSRDR |
| RRSKSRDRKS |  | YKHRSKSRDR |  | EQDRKSKEKE |  | KRGSDDKKSS |  | VKSGSREKQS |
| EDTNTESKES |  | DTKNEVNGTS |  | EDIKSEGDTQ |  | SN         |  |            |

A: Аланін

C: Цистеїн

D: Аспарагінова кислота

E: Глутамінова кислота

F: Фенілаланін

G: Гліцин

H: Гістидин

I: Ізолейцин

K: Лізин

L: Лейцин

M: Метіонін

N: Аспарагін

P: Пролін

Q: Глутамін

R: Аргінін

S: Серин

T: Треонін

V: Валін

W: Триптофан

Кодований геном білок за функцією належить до фосфопротеїнів. 
Задіяний у таких біологічних процесах, як процесинг мРНК, сплайсинг мРНК, ацетилювання, альтернативний сплайсинг. 
Білок має сайт для зв'язування з ДНК. 
Локалізований у ядрі.